# Forcipomyia clavulus
Forcipomyia clavulus är en tvåvingeart som beskrevs av Debenham 1987. Forcipomyia clavulus ingår i släktet Forcipomyia och familjen svidknott. Inga underarter finns listade i Catalogue of Life.